# 近畿三十六不動尊霊場
近畿三十六不動尊霊場（きんきさんじゅうろくふどうそんれいじょう）は、大阪府・兵庫県・京都府・和歌山県・滋賀県・奈良県にある不動尊（不動明王）を祀る36箇所の霊場。霊場の選定にあたっては、宗派に囚われず、一般の人々からの立場からの意見を取り入れて、1979年（昭和54年）に古寺顕彰会が中心となり選定した。日本で最初の不動尊霊場である。
36の数の由来は、不動明王の眷属が三十六童子であることによる。また、人間の煩悩三十六支を表し、三十六か寺を巡拝することによって煩悩を消除する意味も含まれている。
河内長野市助役を務めた下休場由晴が手がけた新設巡礼地のひとつで、下休場由晴が同様に手がけた西国薬師四十九霊場（1989年）・西国愛染十七霊場（1993年）・役行者霊蹟札所（2001年）なとど同様に、近畿三十六不動尊霊場の事務局も以前は河内長野市の同一事務所内にあったが、現在は京都府京都市伏見区の種智院大学内にある。

## 霊場一覧
| 札番 | 注     | 寺院名         | 宗派                   | 札所堂宇                   | 朱印の墨書   | 所在地                             | 他の霊場                                              |
| ---- | ------ | -------------- | ---------------------- | -------------------------- | ------------ | ---------------------------------- | ----------------------------------------------------- |
| 1    | △      | 四天王寺       | 和宗総本山             | 亀井堂                     | 亀井不動     | 大阪府大阪市天王寺区四天王寺１丁目 | 新西国1,西国薬師16,神仏霊場25,法然上人6,西山国師客番  |
| 2    |        | 清水寺         | 和宗                   | 玉出の滝                   | 大聖不動     | 大阪府大阪市天王寺区伶人町5        | 新西国客番                                            |
| 3    |        | 法楽寺         | 真言宗泉涌寺派大本山   | 本堂                       | 大聖不動明王 | 大阪府大阪市東住吉区山坂1丁目      | 役行者                                                |
| 4    |        | 京善寺         | 真言宗御室派           | 本堂                       | 除厄不動     | 大阪府大阪市東住吉区桑津3丁目      |                                                       |
| 5    |        | 報恩院         | 真言宗醍醐派           | 境内                       | 北向不動尊   | 大阪府大阪市中央区高津1丁目        |                                                       |
| 6    |        | 太融寺         | 高野山真言宗準別格本山 | 不動堂                     | 一願不動     | 大阪府大阪市北区太融寺町           | 新西国2                                               |
| 7    |        | 国分寺         | 真言宗国分寺派大本山   | 護摩堂                     | みのり不動尊 | 大阪府大阪市北区国分寺             | 西国薬師17,大阪13佛9,摂津国88ヵ所9                    |
| 8    |        | 不動寺         | 真言宗醍醐派           | 本堂二階                   | 五大力不動尊 | 大阪府豊中市宮山町4丁目            |                                                       |
| 9    |        | 大龍寺         | 東寺真言宗別格本山     | 護摩堂                     | 再度不動尊   | 兵庫県神戸市中央区再度山           | 西国愛染5                                             |
| 10   | ○      | 無動寺         | 高野山真言宗           | 不動堂                     | 身代不動尊   | 兵庫県神戸市北区山田町福地字新池   |                                                       |
| 11   |        | 鏑射寺         | 真言宗単立             | 護摩堂                     | 梵字         | 兵庫県神戸市北区道場町生野         | 西国愛染3                                             |
| 12   |        | 安岡寺         | 天台宗系単立           | 本堂左脇仏                 | 弘紹不動     | 大阪府高槻市浦堂本町               | 新西国客番                                            |
| 13   | ○      | 大覚寺門跡     | 真言宗大覚寺派大本山   | 五大堂                     | 五大明王     | 京都府京都市右京区嵯峨大沢町       | 真言宗十八本山5                                       |
| 14   | △・注1 | 仁和寺         | 真言宗御室派総本山     | 境内北西隅                 | 水掛不動尊   | 京都府京都市右京区御室大内         | 真言宗十八本山6                                       |
| 15   |        | 蓮華寺         | 真言宗御室派別格本山   | 不動堂                     | 五智不動尊   | 京都府京都市右京区御室大内         |                                                       |
| 16   | ○      | 三千院門跡     | 天台宗                 | 金色不動堂                 | 金色不動尊   | 京都府京都市左京区大原来迎院町     | 西国薬師45                                            |
| 17   | ○      | 曼殊院門跡     | 天台宗                 | 宿直(とのい)の間           | 黄不動尊     | 京都府京都市左京区一乗寺竹ノ内町   |                                                       |
| 18   |        | 聖護院門跡     | 本山修験宗総本山       | 庫裡二階                   | 梵字         | 京都府京都市左京区聖護院中町       | 役行者                                                |
| 19   | ○・注2 | 青蓮院門跡     | 天台宗                 | 本堂裏堂→青龍殿            | 青不動       | 京都府京都市東山区粟田口三条坊町   |                                                       |
| 20   | △      | 智積院         | 真言宗智山派総本山     | 明王殿                     | 智恵不動     | 京都府京都市東山区東瓦町           | 真言宗十八本山7                                       |
| 21   |        | 中山寺         | 真言宗中山寺派大本山   | 護摩堂                     | 五大尊       | 兵庫県宝塚市中山寺2丁目            | 西国24,真言宗十八本山4                                |
| 22   |        | 北向山不動院   | 天台宗系単立           | 本殿                       | 一願不動     | 京都府京都市伏見区竹田浄菩提院町   |                                                       |
| 23   | ○・注3 | 醍醐寺・五大堂 | 真言宗醍醐派総本山     | 五大堂→不動堂→霊宝館平成館 | 五大力尊     | 京都府京都市伏見区醍醐醍醐山       | 西国11,神仏霊場126,西国薬師39,役行者,真言宗十八本山12 |
| 24   | ●      | 岩屋寺         | 曹洞宗永平寺派         | 本堂                       | 大聖不動尊   | 京都府京都市山科区西野山桜ノ馬場町 |                                                       |
| 25   | △      | 圓満院門跡     | 天台宗単立             | 三心殿                     | 金色不動明王 | 滋賀県大津市園城寺町               |                                                       |
| 26   |        | 無動寺明王堂   | 天台宗                 | 明王堂                     | 無動尊       | 滋賀県大津市坂本本町比叡山無動寺谷 |                                                       |
| 27   |        | 葛川息障明王院 | 天台宗                 | 本堂                       | 明王殿       | 滋賀県大津市葛川坊村町             |                                                       |
| 28   |        | 成田山明王院   | 真言宗智山派           | 本堂                       | 本尊不動明王 | 大阪府寝屋川市成田西町             |                                                       |
| 29   |        | 寶山寺         | 真言律宗大本山         | 本堂                       | 不動明王     | 奈良県生駒市門前町                 | 役行者,西国愛染14,真言宗十八本山13,神仏霊場29         |
| 30   | △      | 如意輪寺       | 浄土宗                 | 不動堂                     | 難切不動尊   | 奈良県吉野郡吉野町吉野山           | 役行者                                                |
| 31   |        | 龍泉寺         | 真言宗醍醐派           | 本堂右脇陣                 | 一願不動     | 奈良県吉野郡天川村洞川             | 役行者                                                |
| 32   |        | 瀧谷不動明王寺 | 真言宗智山派           | 本堂                       | 阿遮羅殿     | 大阪府富田林市彼方                 |                                                       |
| 33   | △      | 犬鳴山七宝瀧寺 | 真言宗犬鳴派大本山     | 本堂                       | 大龍不動     | 大阪府泉佐野市大木                 | 役行者                                                |
| 34   | △      | 根来寺         | 新義真言宗総本山       | 八角円堂                   | 身代り不動   | 和歌山県岩出市根来                 | 真言宗十八本山17                                      |
| 35   |        | 明王院         | 高野山真言宗別格本山   | 本堂                       | 赤不動明王   | 和歌山県伊都郡高野町高野山         |                                                       |
| 36   |        | 南院           | 高野山真言宗別格本山   | 本堂                       | 浪切不動     | 和歌山県伊都郡高野町高野山         |                                                       |

- ○印の寺院は札所本尊及び納経所が有料拝観区域にある寺院。
- ●印の寺院は札所本尊は拝観が有料の堂内にあるが、納経所は無料拝観区域にあり、堂外からの参拝は無料の寺院。
- △印の寺院は、境内に有料拝観区域があるが、札所本尊および納経所は無料拝観区域にある寺院。
- 注1・仁和寺の水掛不動尊は普段は無料拝観区域にあるが、4月の御室桜の時期だけは有料拝観区域となる。
- 注2・青蓮院の札所本尊である「青不動」は、以前は本堂の裏堂に安置されていたが、現在は将軍塚山頂にある「青龍殿」に安置されている（ただし、普段公開されているのは模写）。納経はどちらでも行っている。
- 注3・23番札所は本来、上醍醐であるが、霊場会では、下醍醐の不動堂に五大堂の五大力尊が勧請されているので、その参拝で、札所を打ったとみなし下醍醐でも納経を行っていたが、2014年から上醍醐の五大尊が下醍醐の霊宝館平成館に移されたため、現在では納経はすべて下醍醐の観音堂だけで行っている。
- 2009年（平成21年）4月1日から16番霊場が京都市左京区岩倉の実相院から左京区大原の三千院に、21番霊場が京都市東山区の東福寺塔頭の同聚院から兵庫県宝塚市の中山寺に変更された。

## 先達

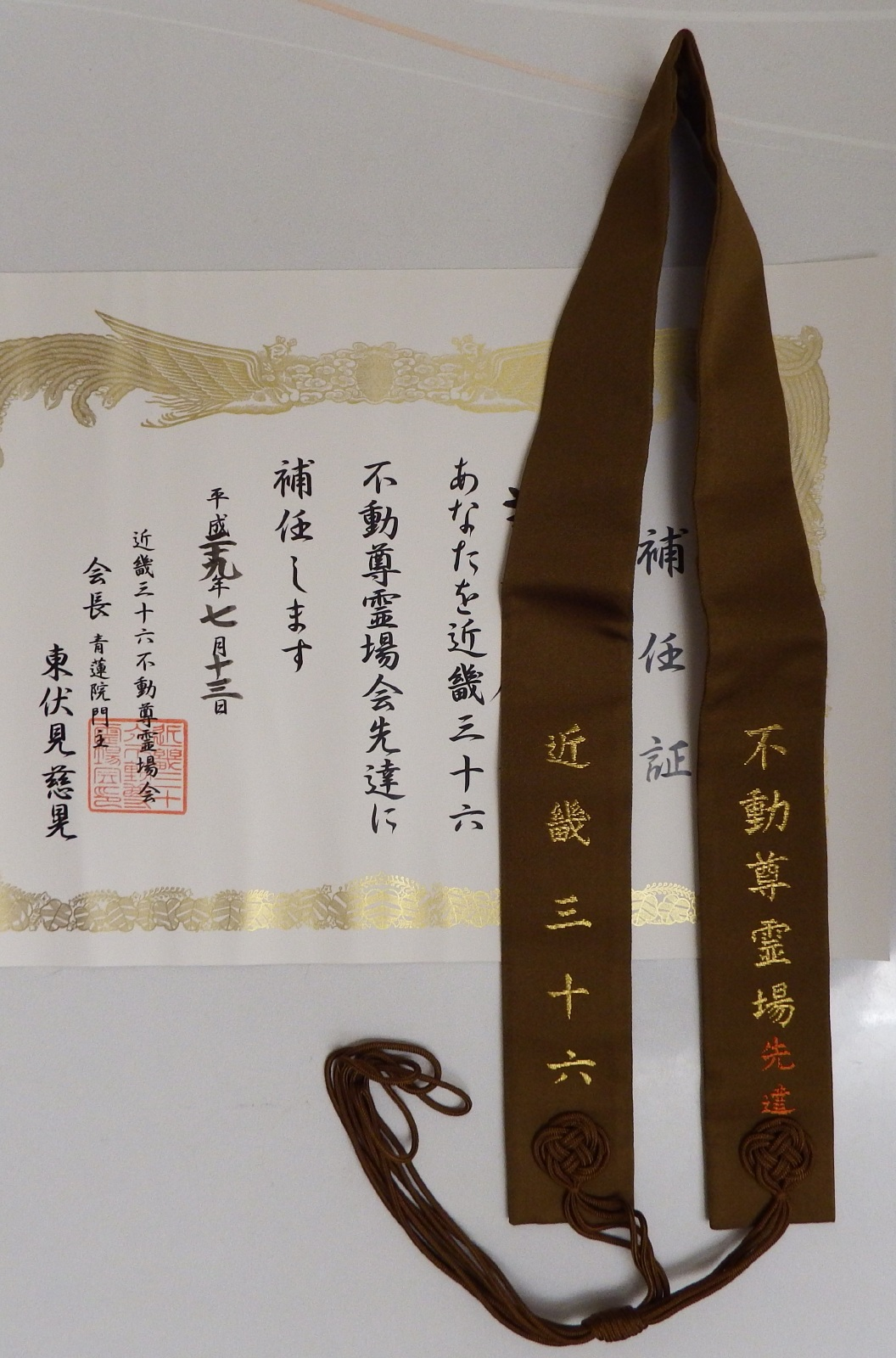
先達補任証と袈裟

- 新補先達 - おおむね10人以上を引率し、5回以上巡拝した者。礼禄5万円
- 大先達 - おおむね10人以上を引率し、10回以上巡拝した者。礼禄10万円
- 特任大先達 - 人格・見識において卓越したる者。礼禄・年会費免除

推薦書に推薦寺院の署名捺印をもらい霊場会に送付すると役員会で審査のうえ内定し、7月に行われる1泊2日の研修会と親睦会に参加すれば任命される。年会費は3000円で、2年以上未納で除名となる。なお、2017年度の新補は2名、大先達への昇補は3名で、2018年度の新補は4名、大先達への昇補は1名であった。

## ギャラリー

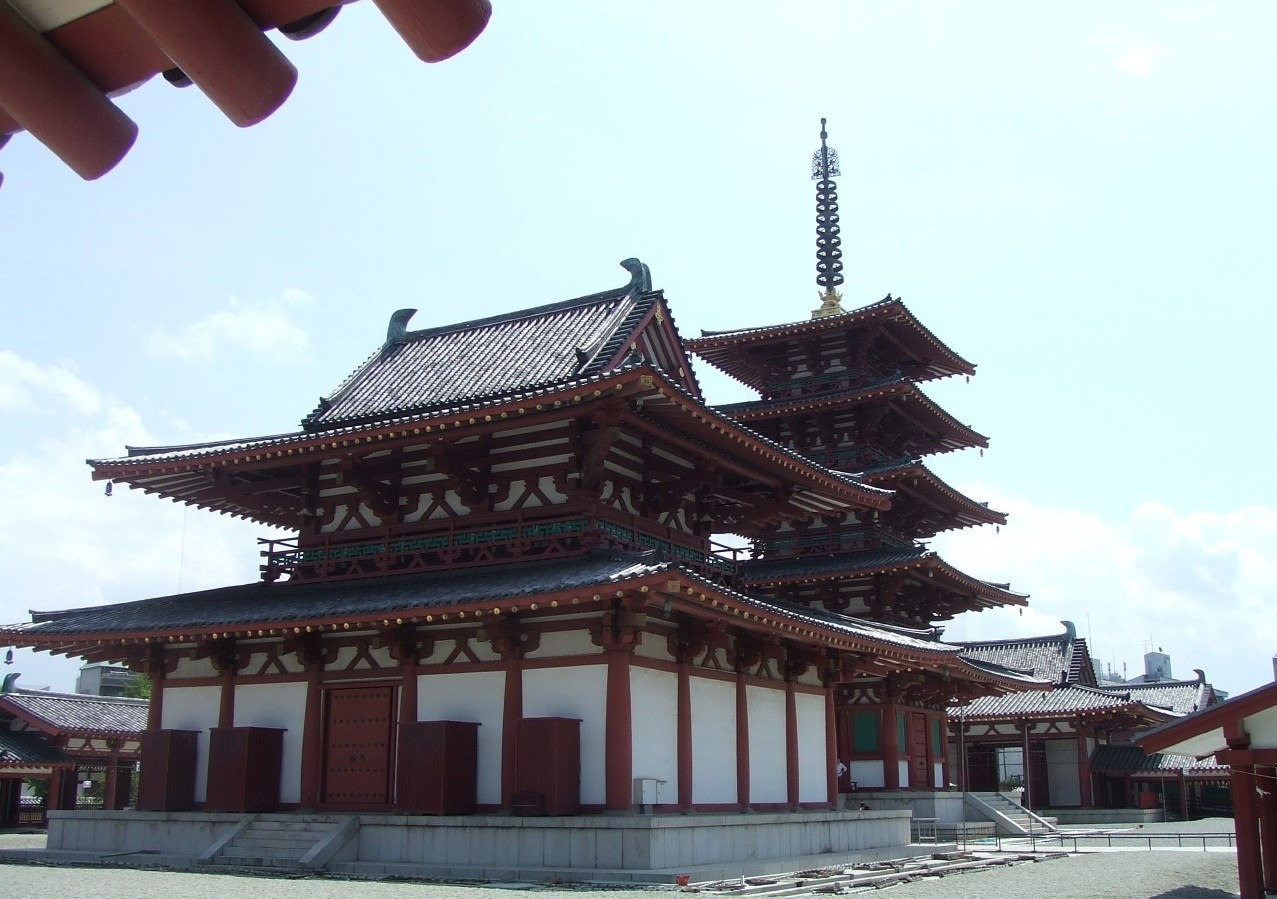
四天王寺（1番）
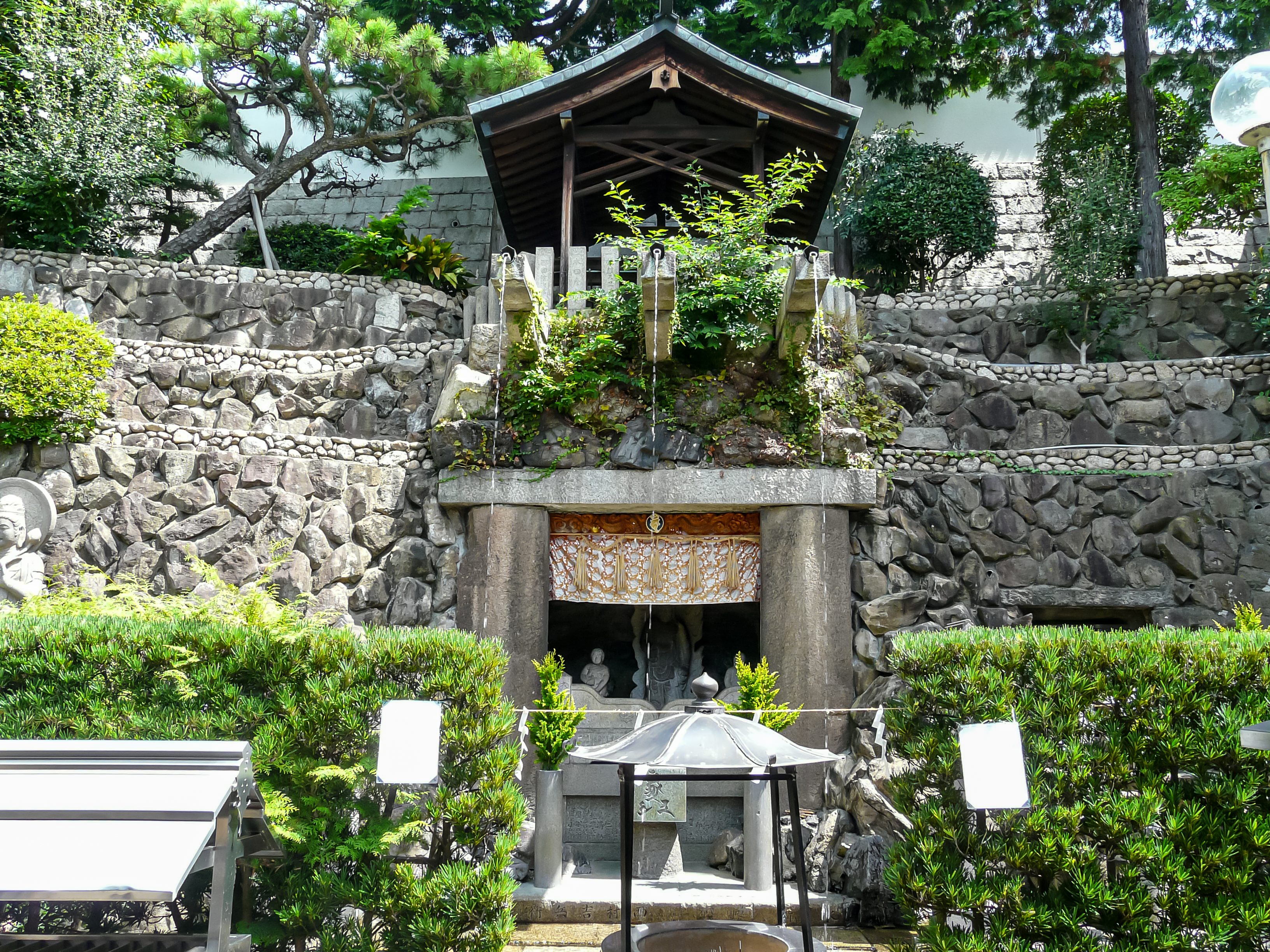
清水寺（2番）
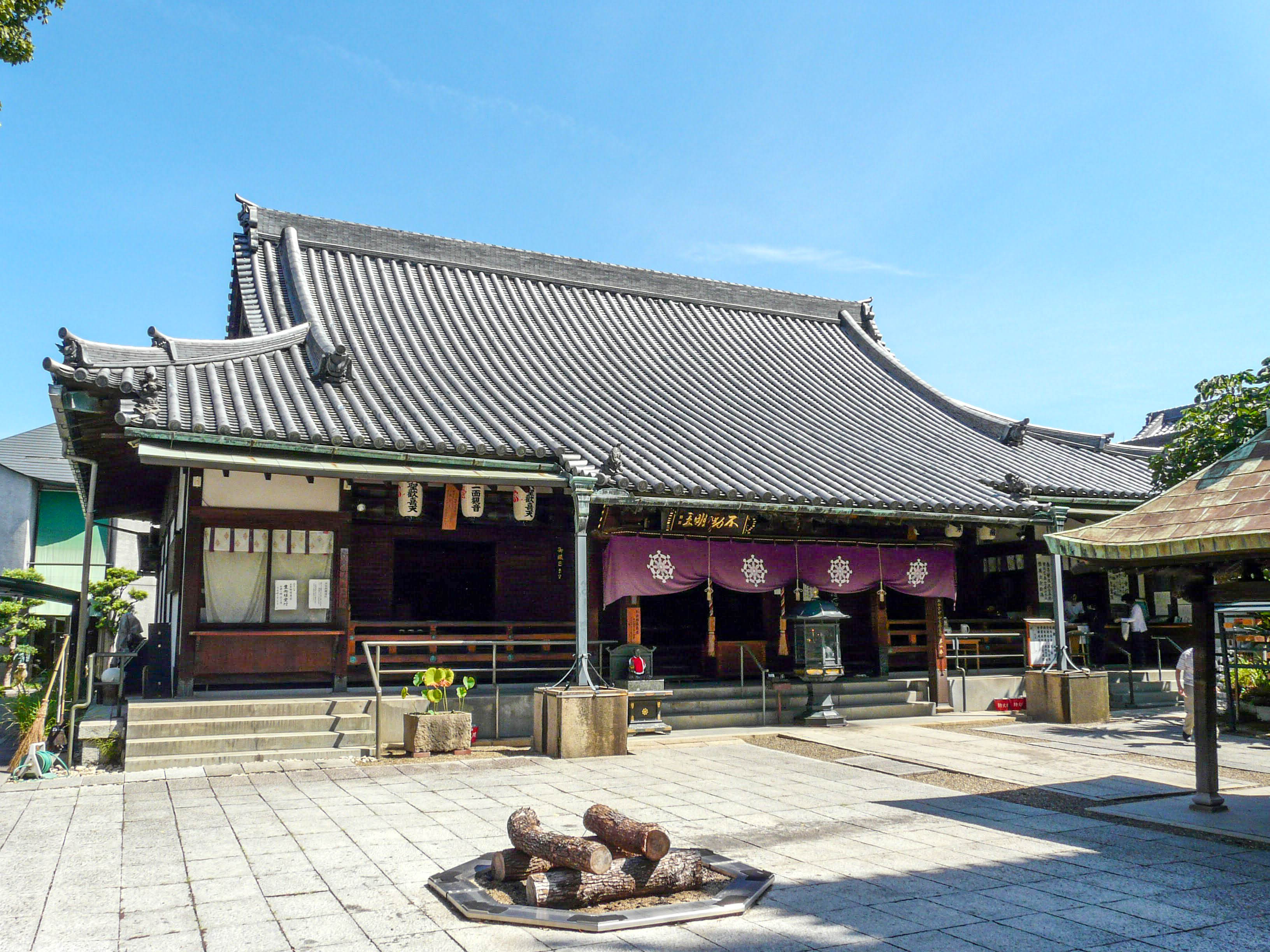
法楽寺（3番）
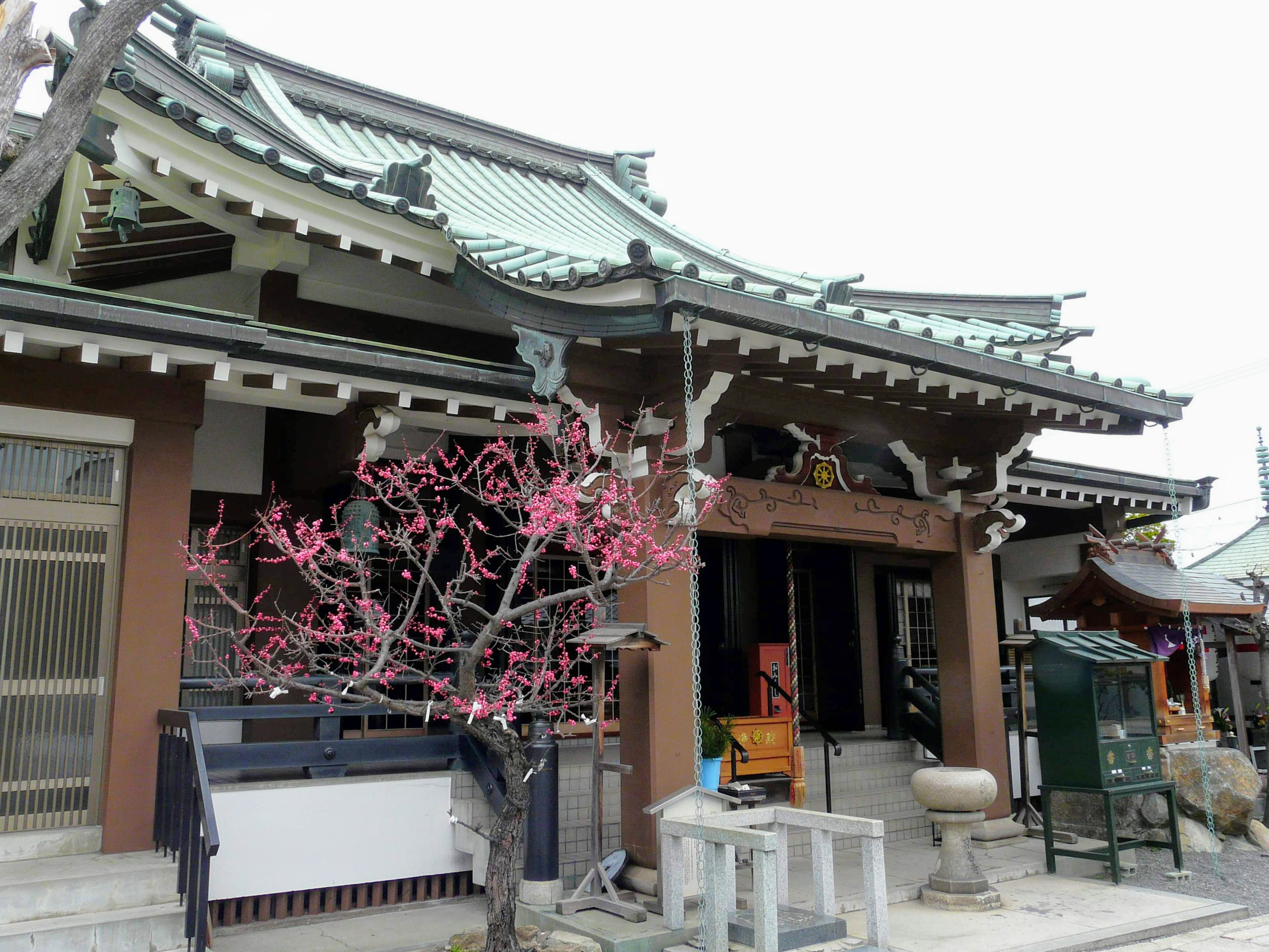
京善寺（4番）
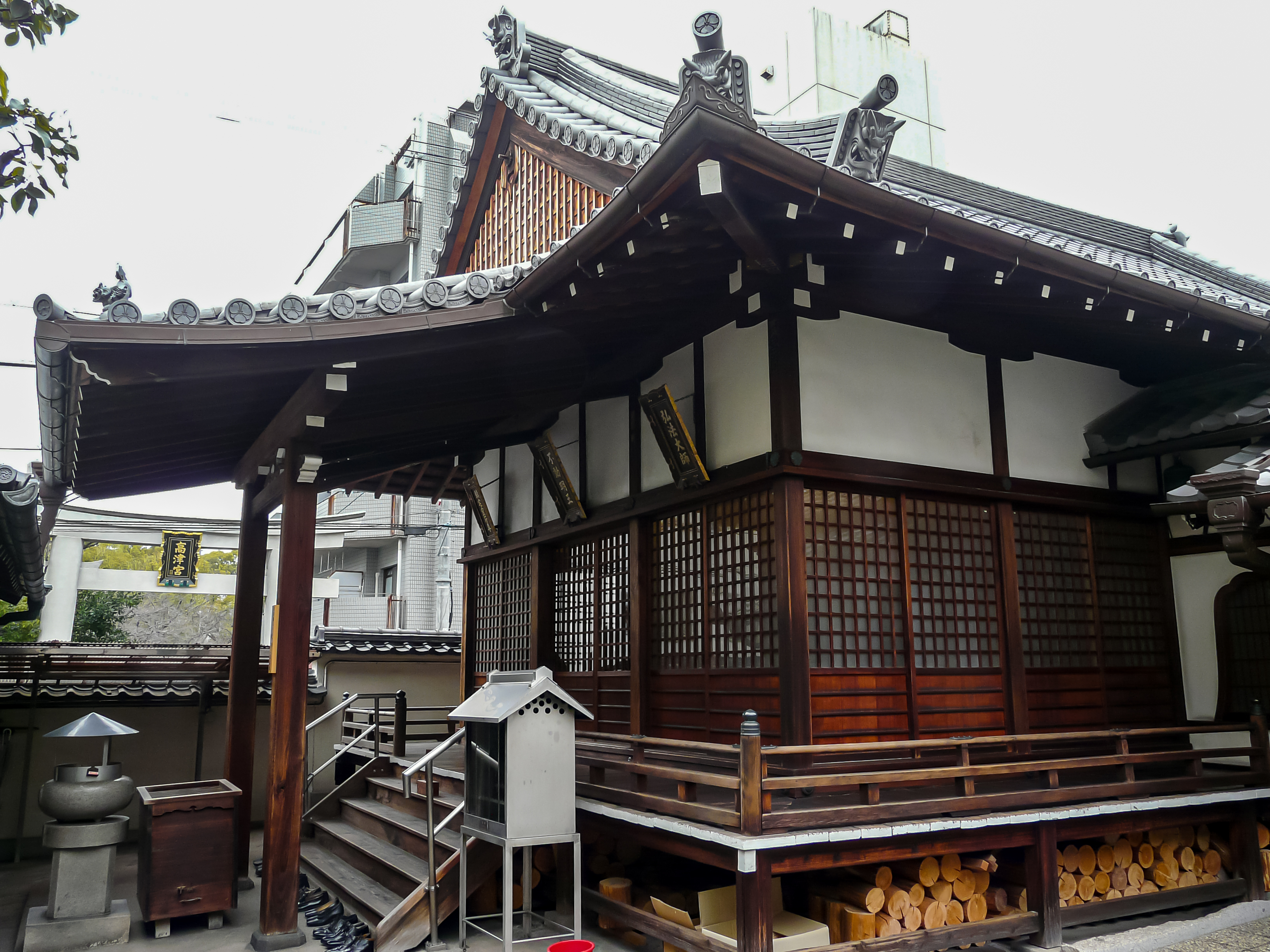
報恩院（5番）
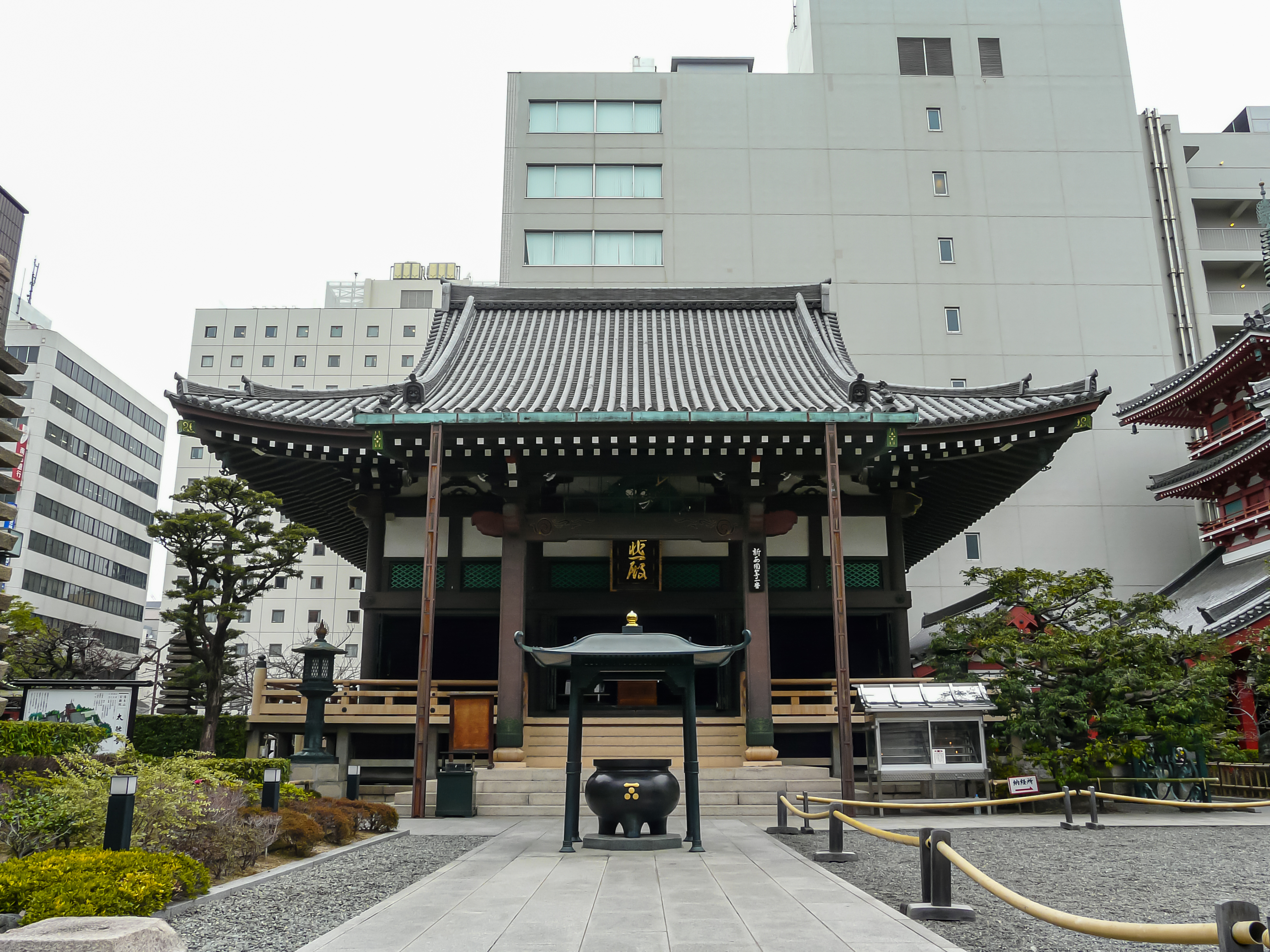
太融寺（6番）
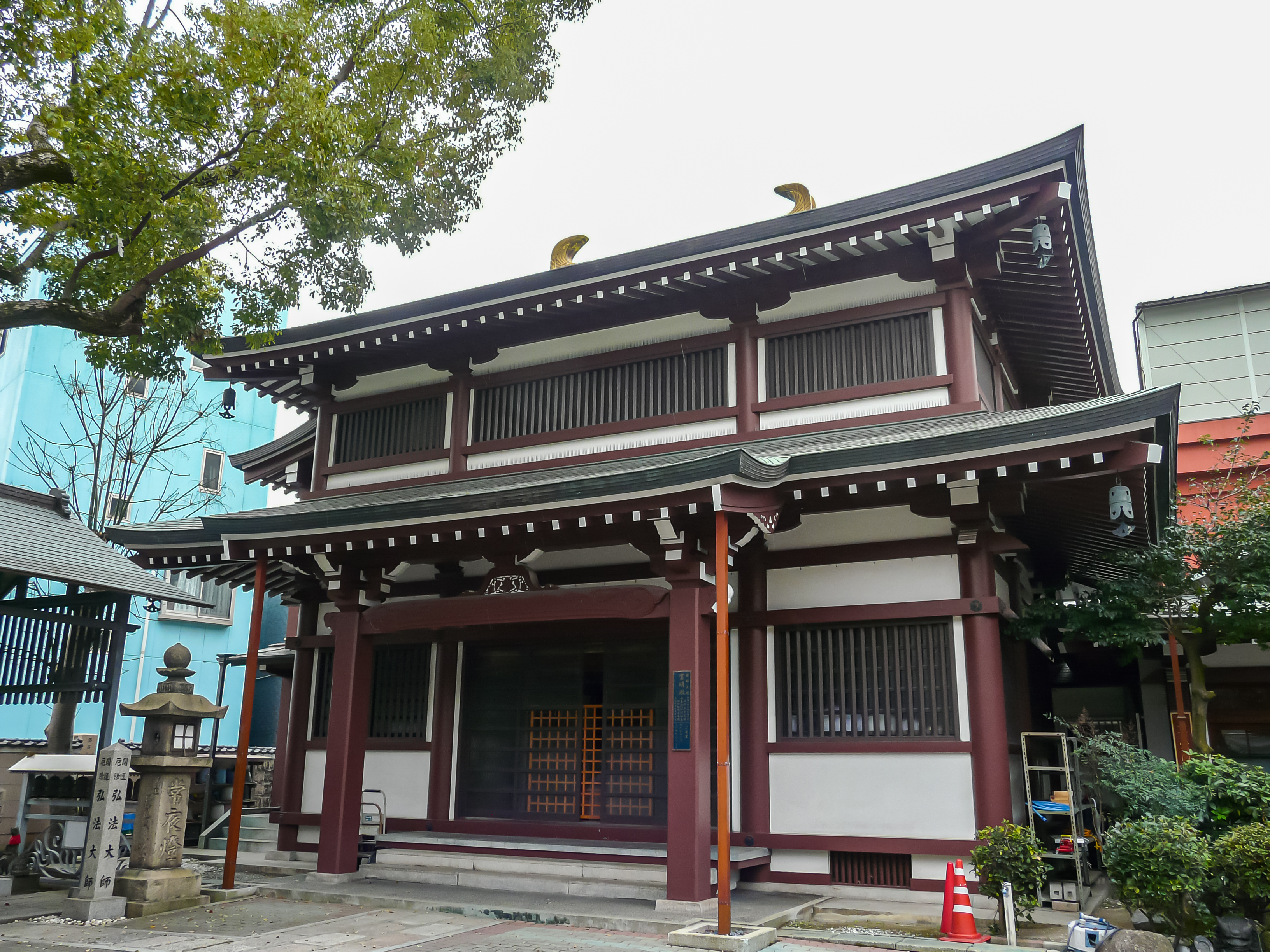
国分寺（7番）
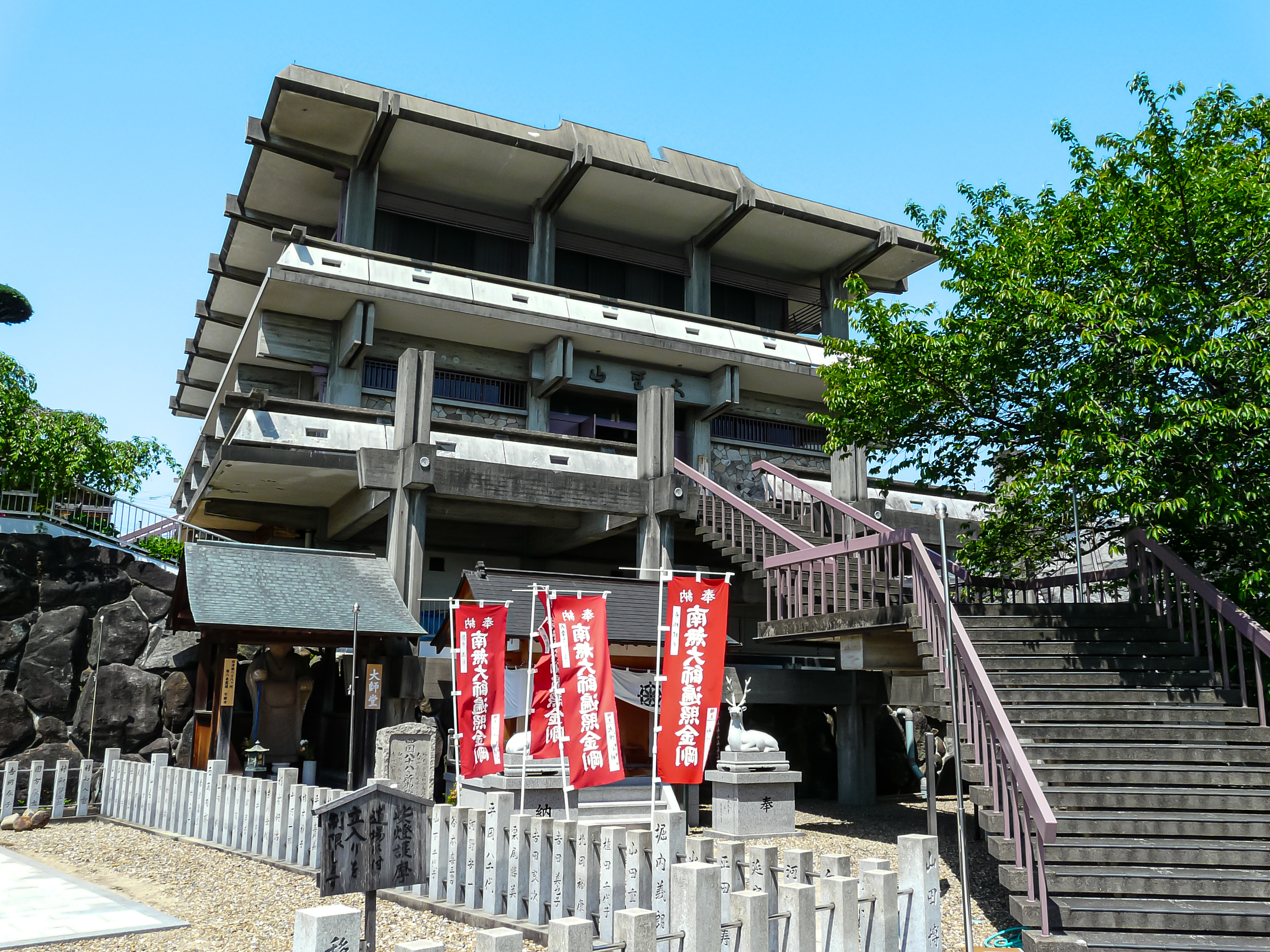
不動寺（8番）
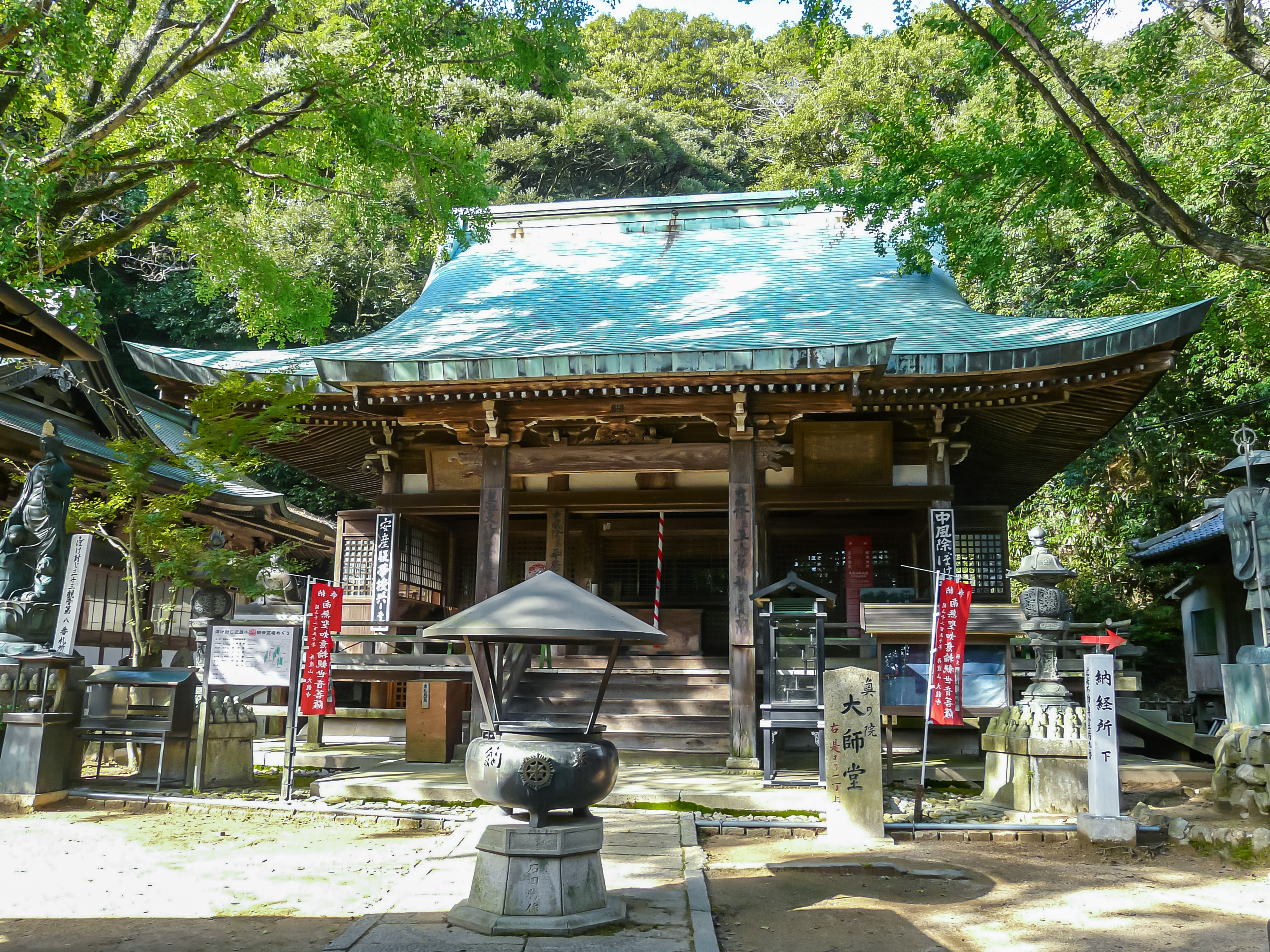
大龍寺（9番）
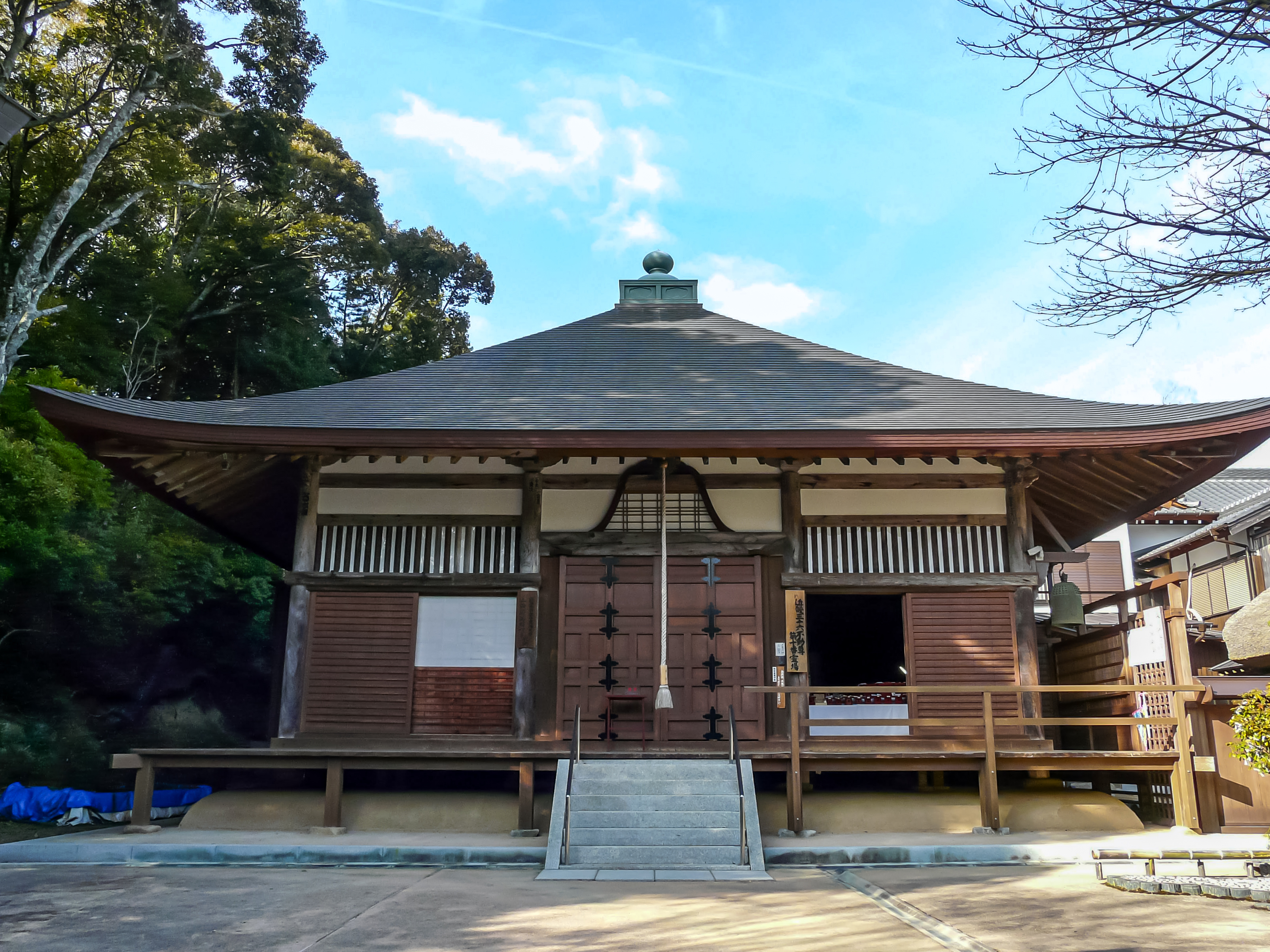
無動寺（10番）
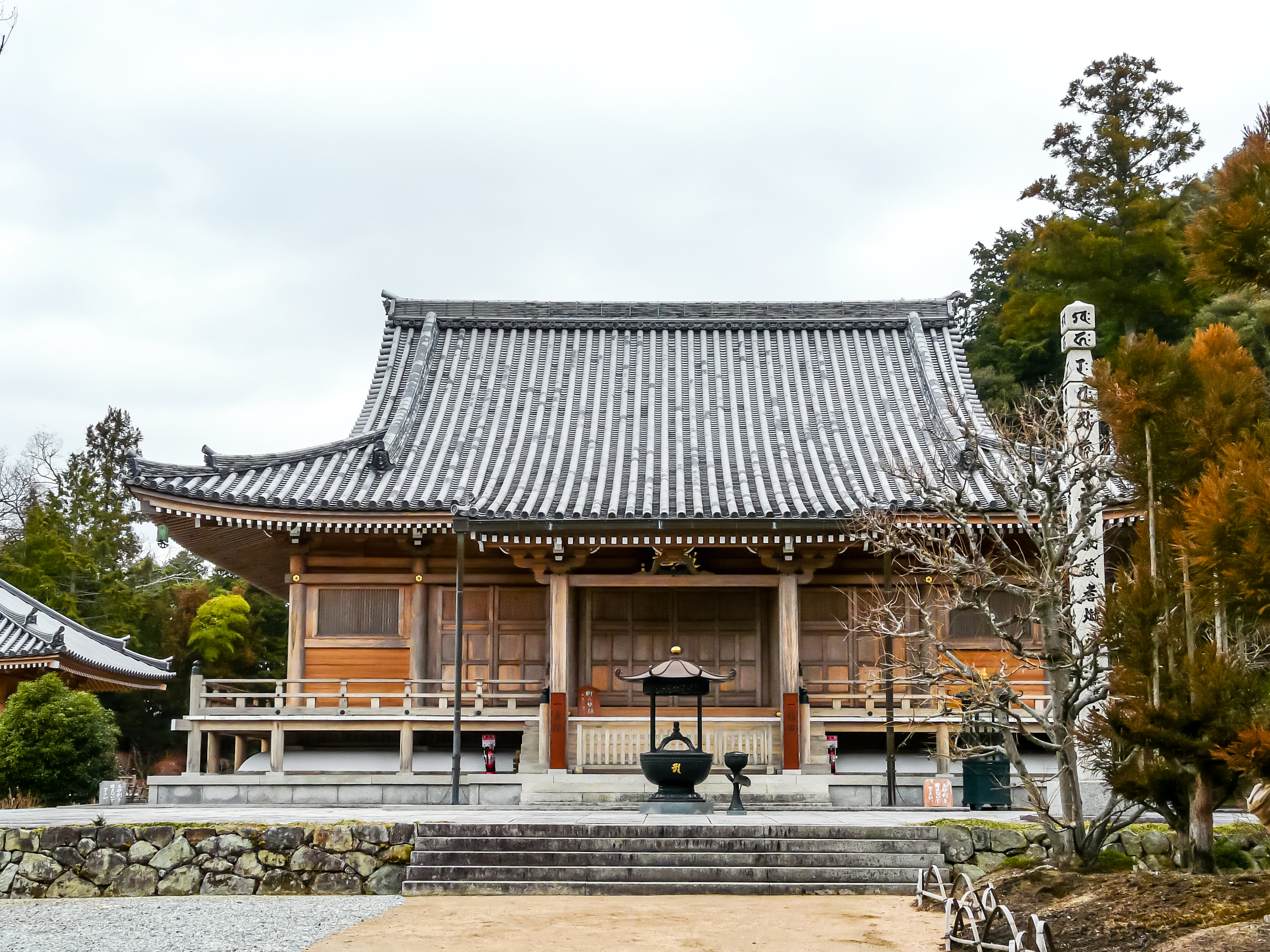
鏑射寺(11番)
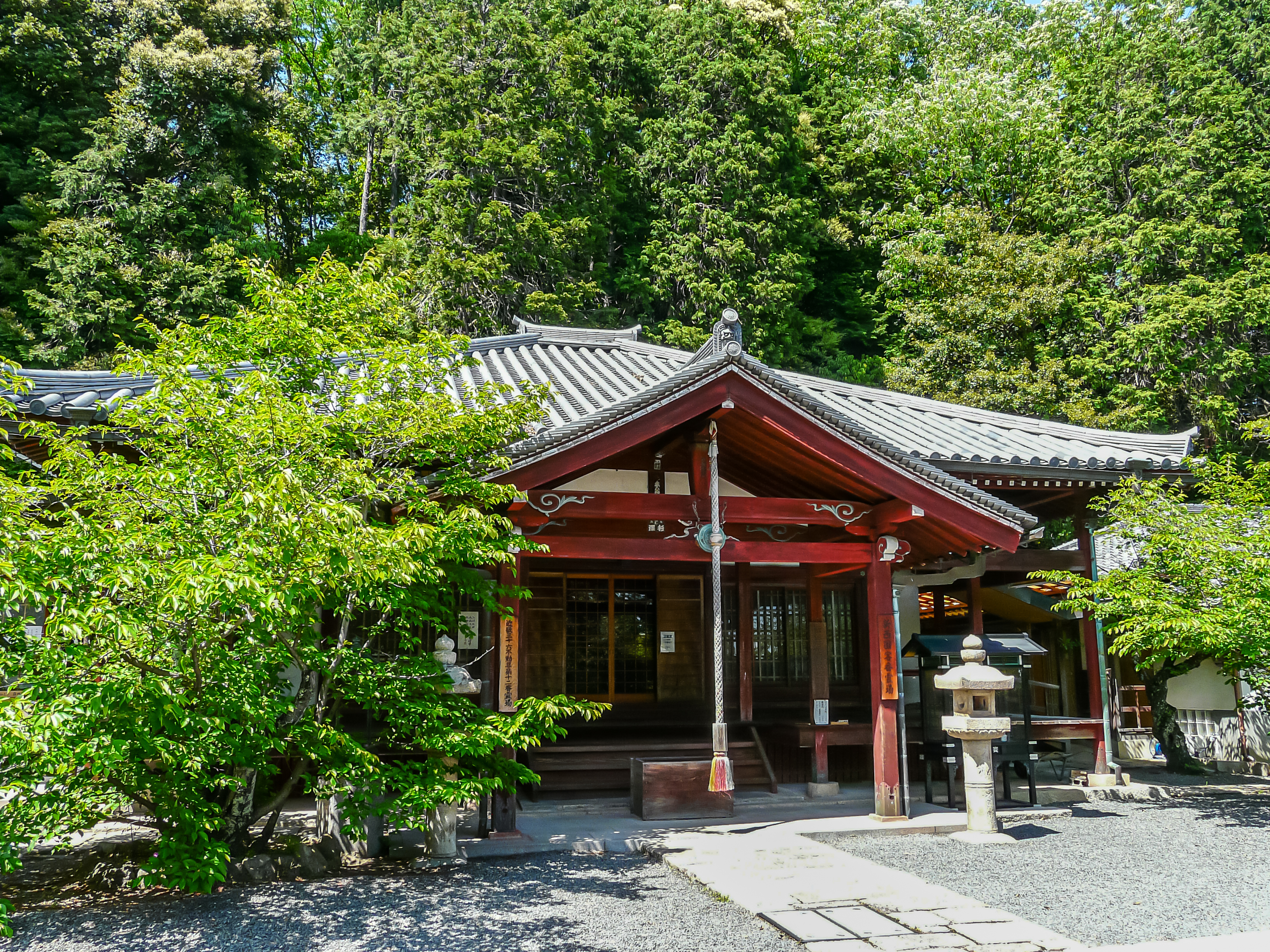
安岡寺（12番）
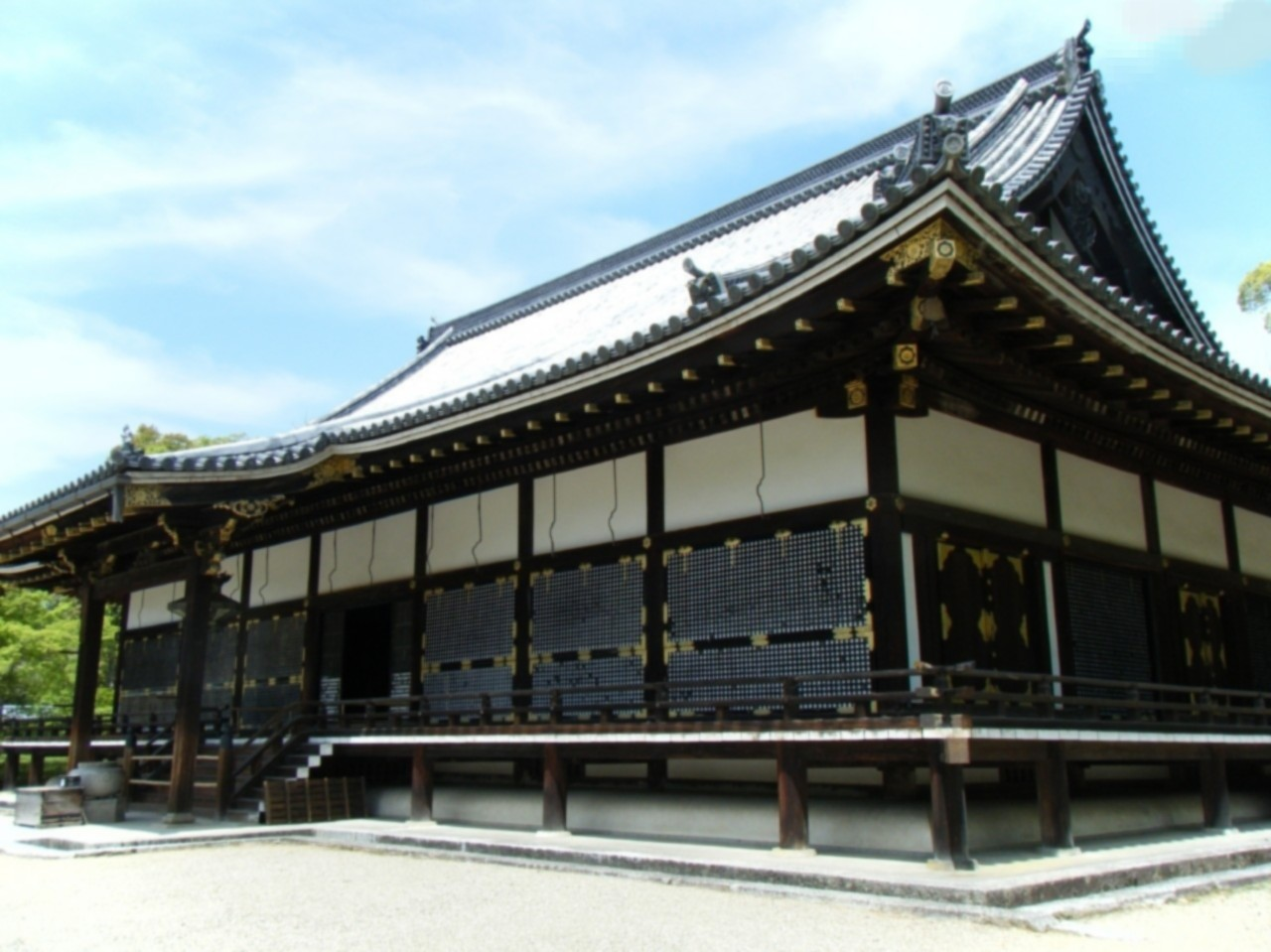
仁和寺（14番）
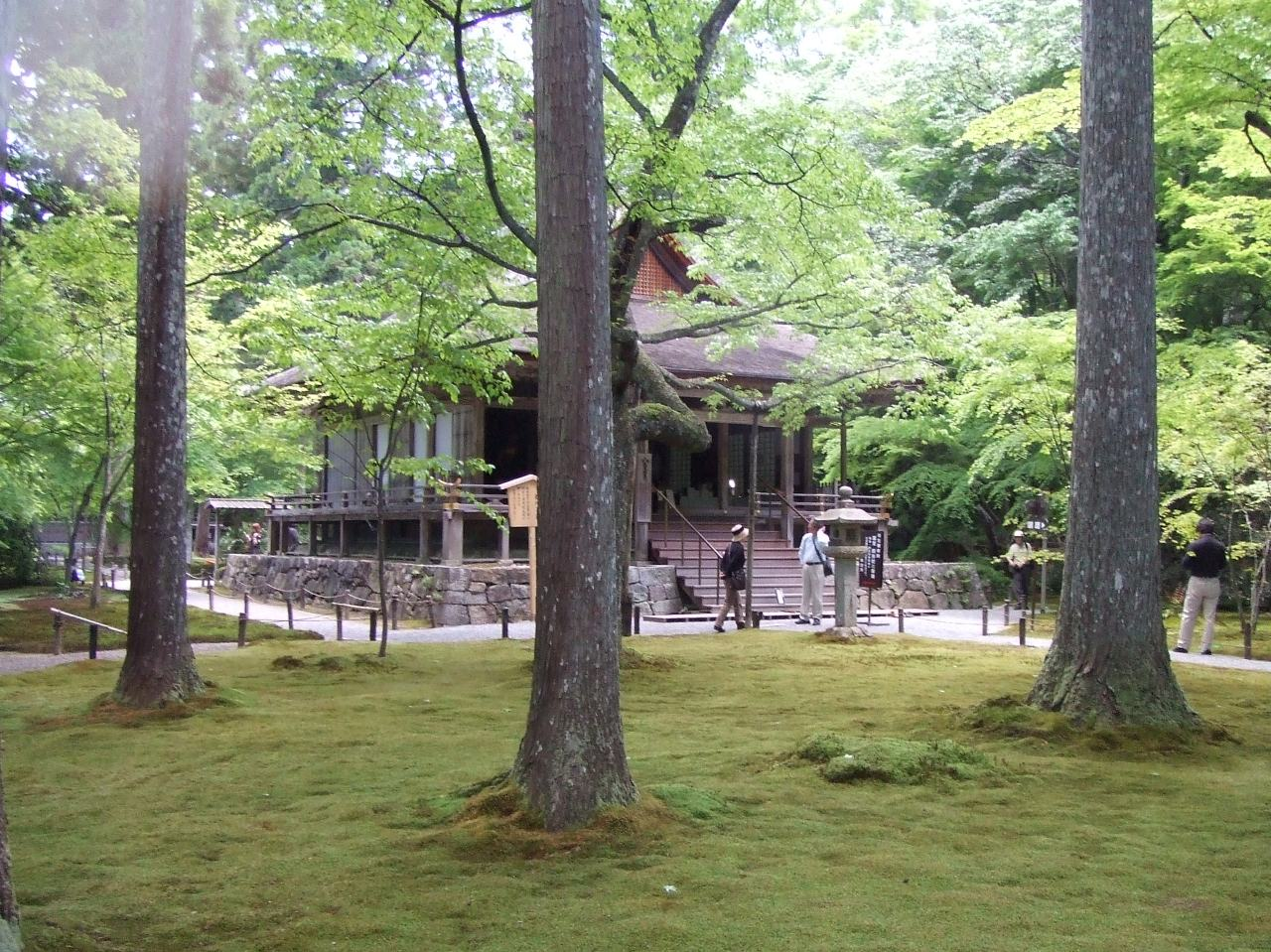
三千院（16番）
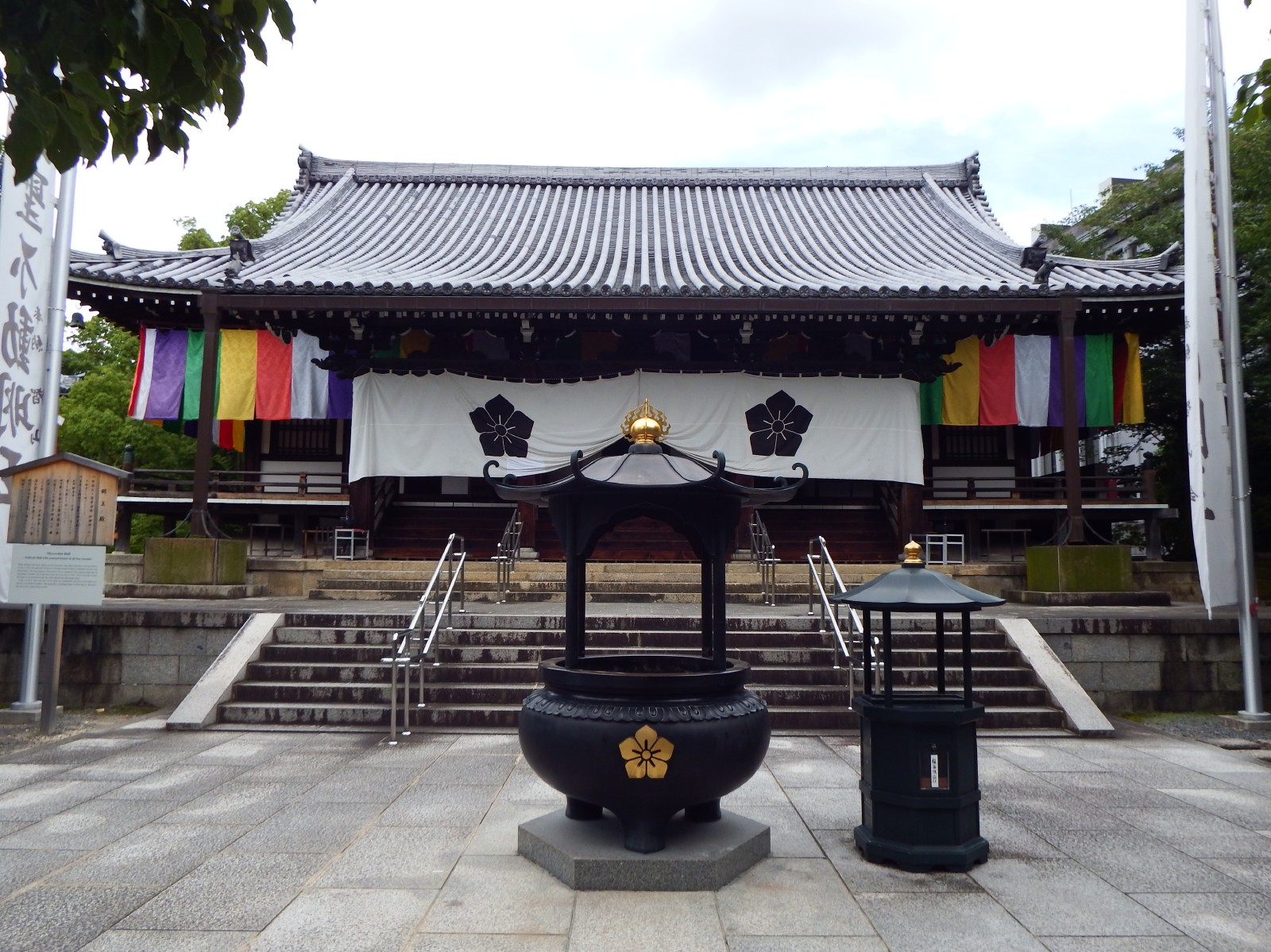
智積院（20番）札所堂宇・明王殿
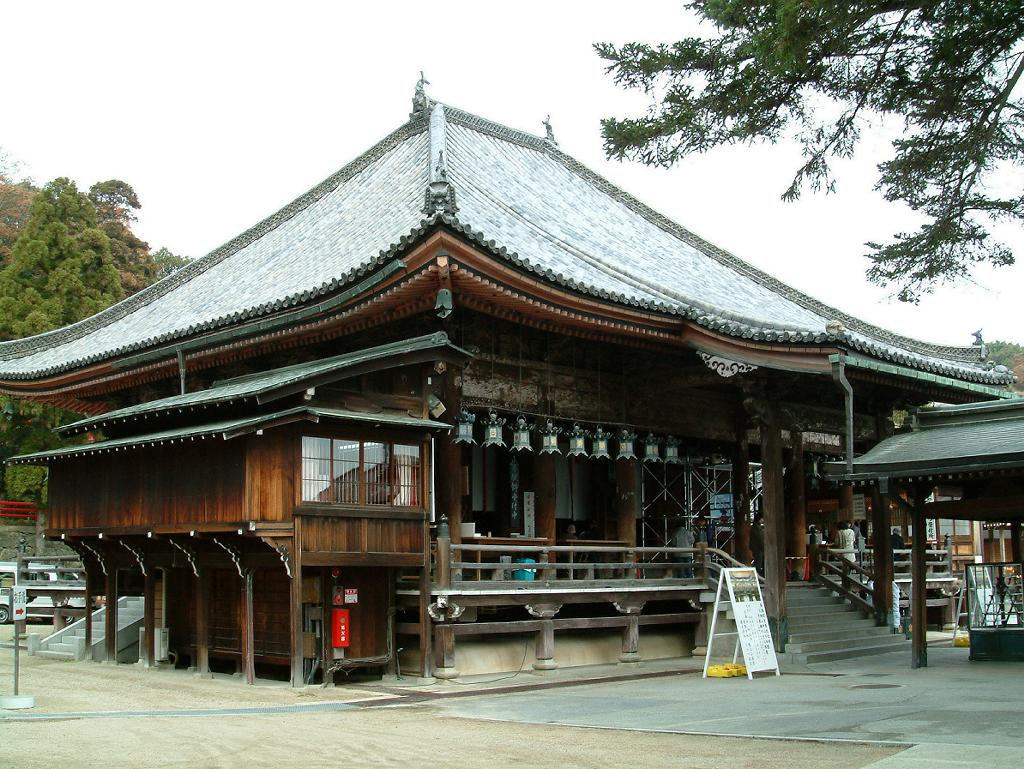
中山寺（21番）
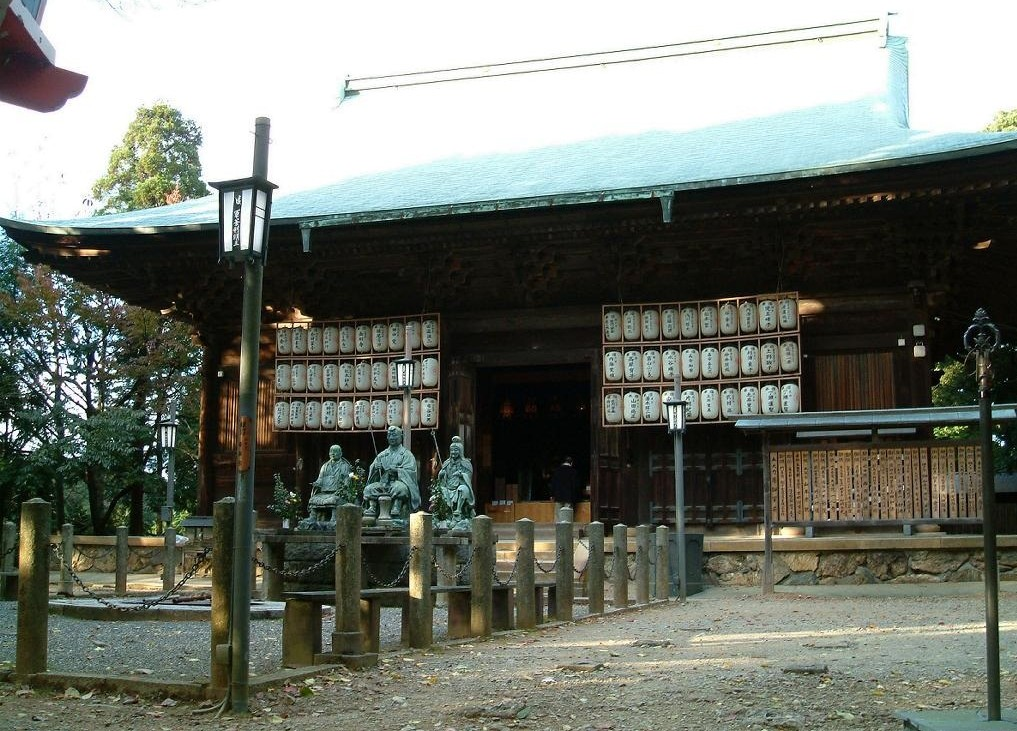
上醍醐寺（23番）
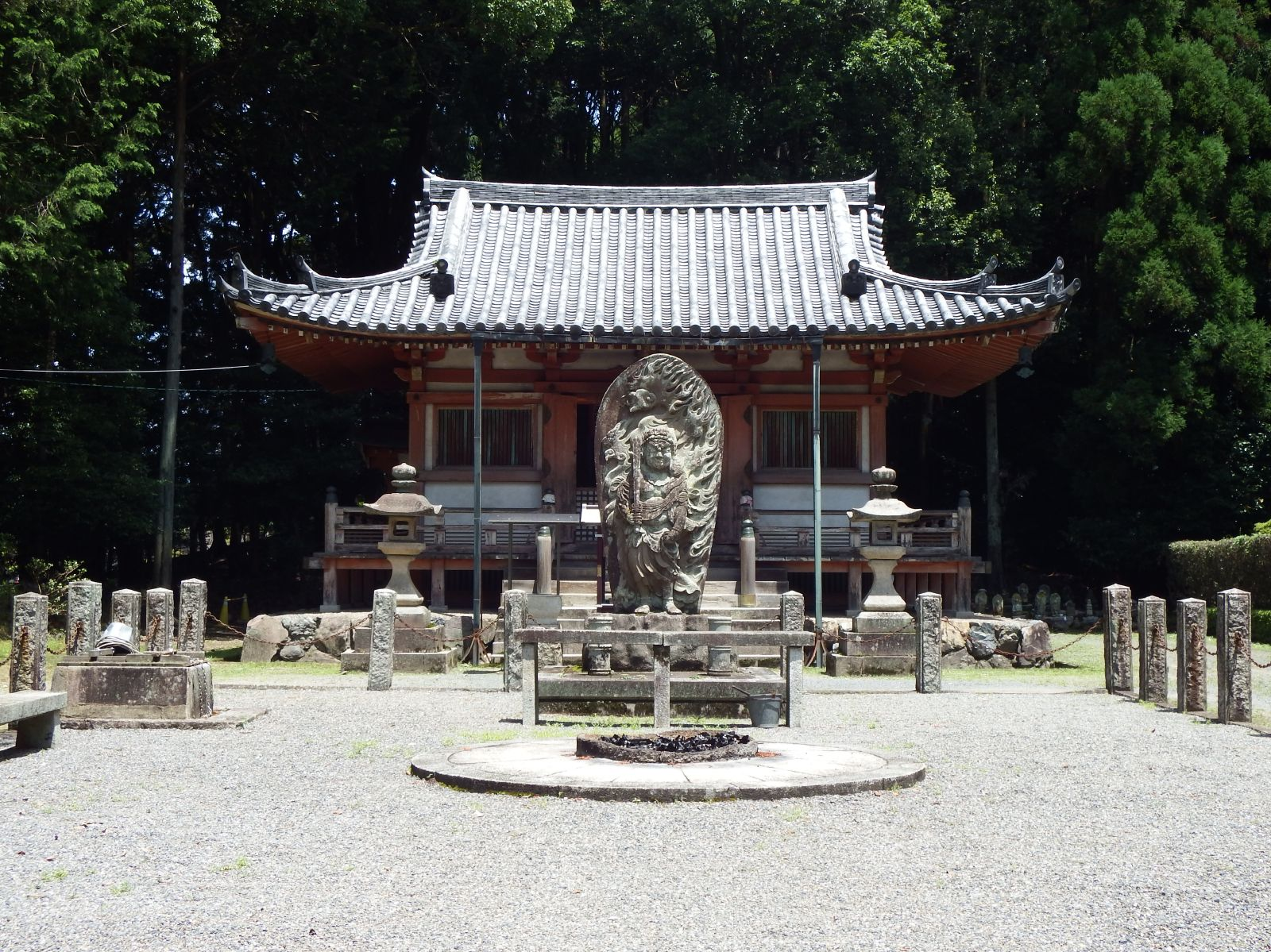
醍醐寺（23番）札所堂宇・不動堂
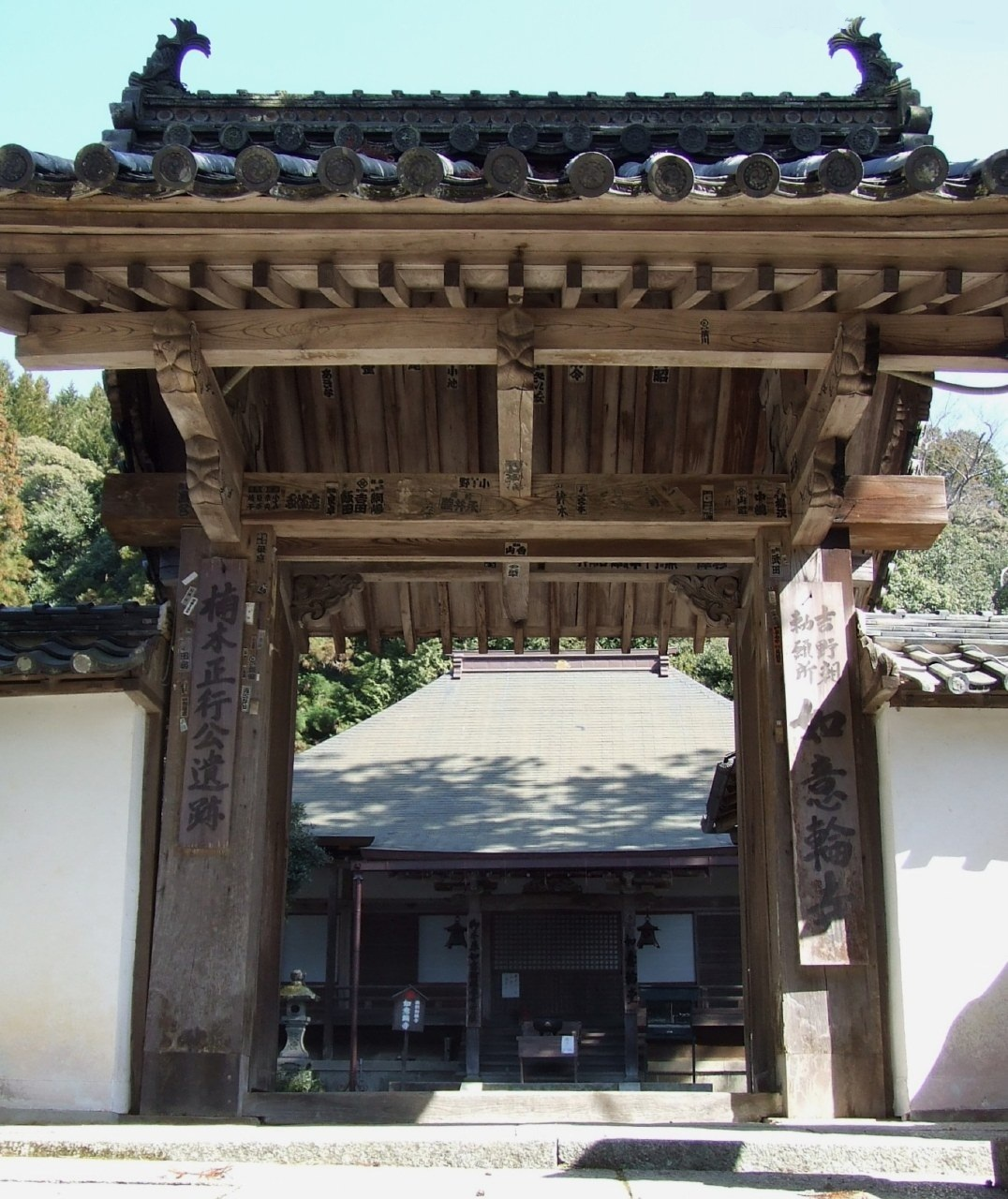
如意輪寺（30番）
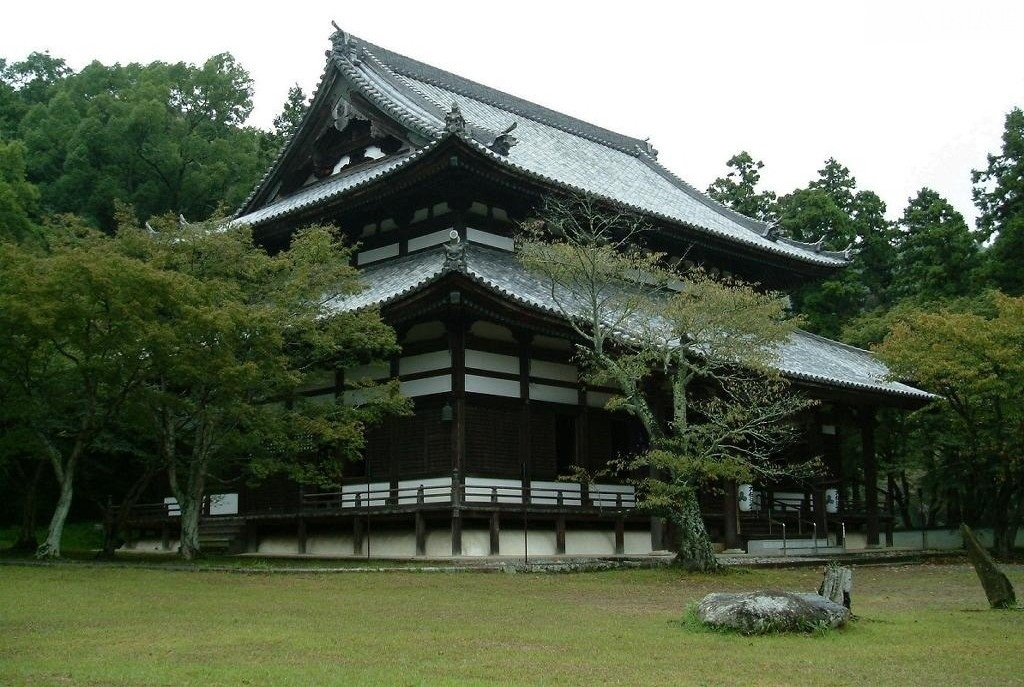
根来寺（34番）
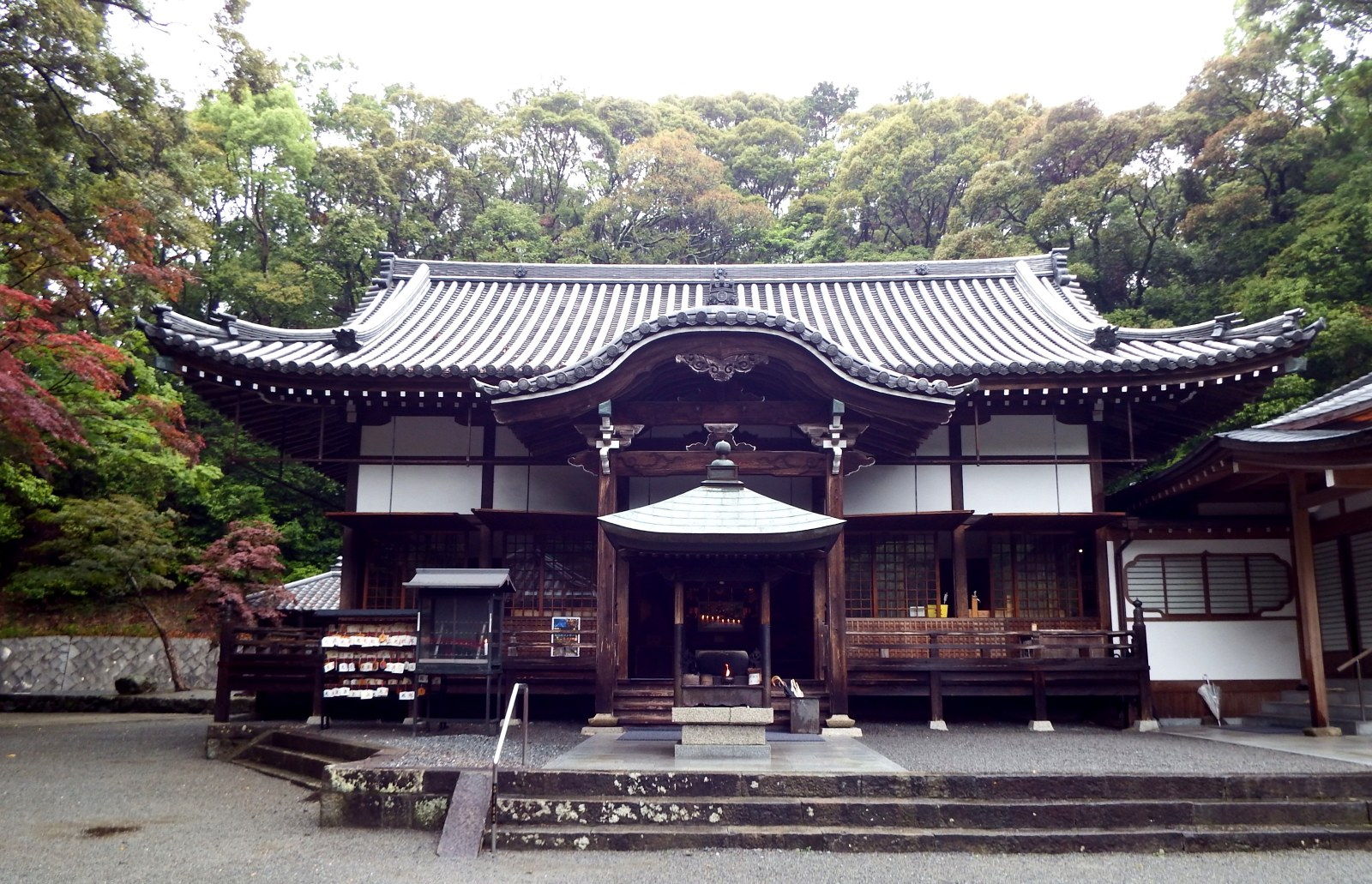
根来寺（34番）札所堂宇・八角円堂
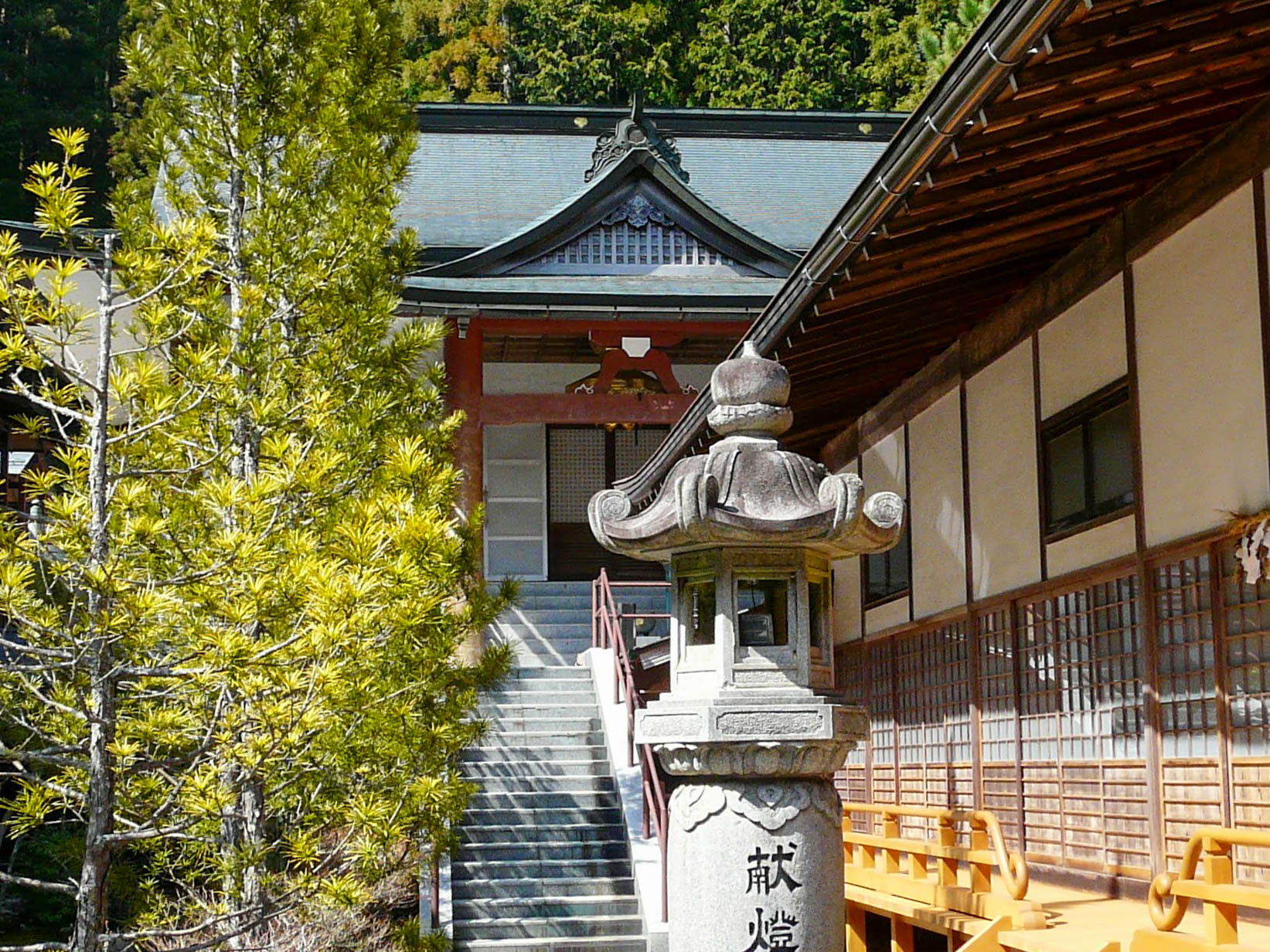
明王院（35番）札所堂宇・本堂
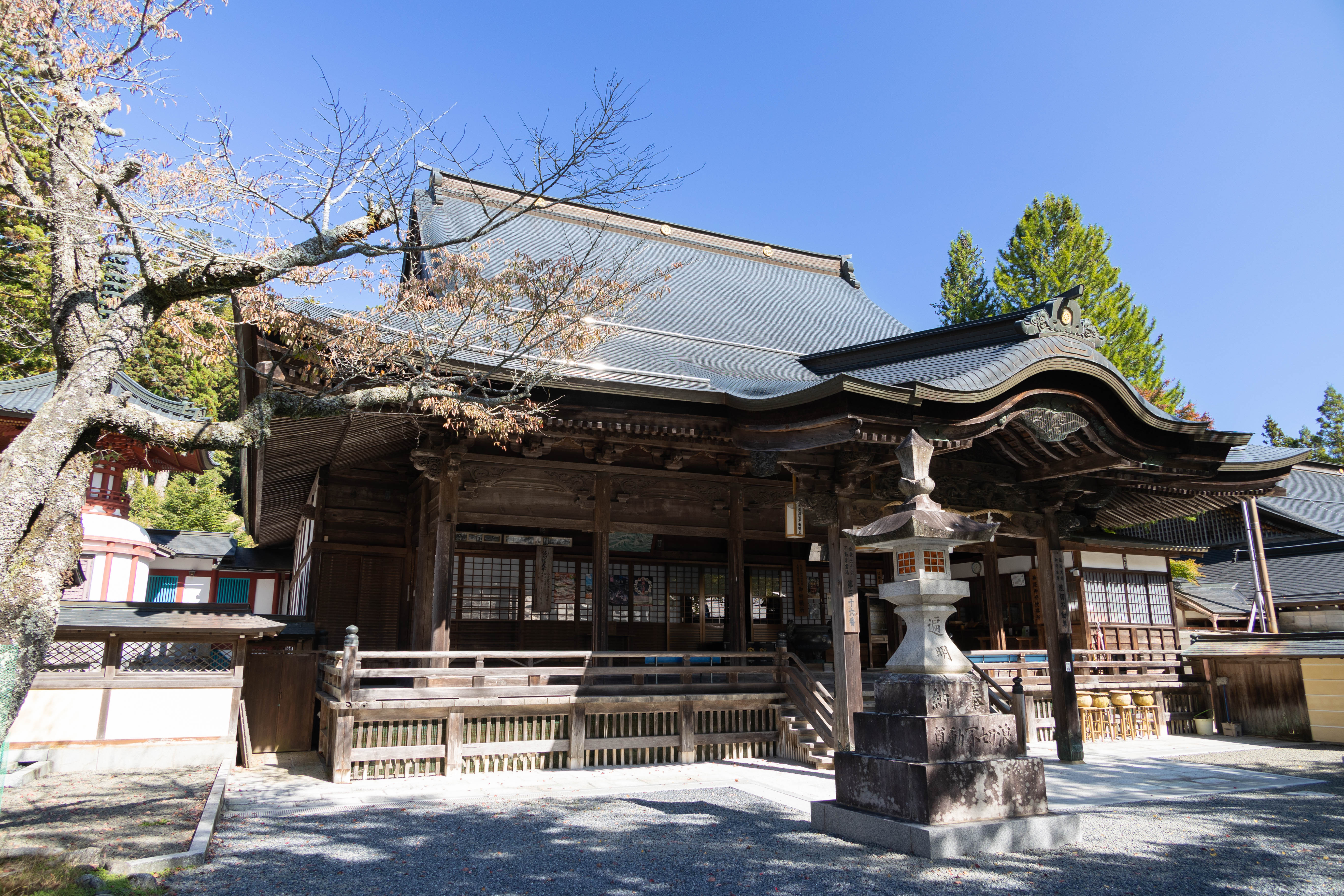
南院（36番）札所堂宇・本堂